# David di Donatello de la meilleure actrice

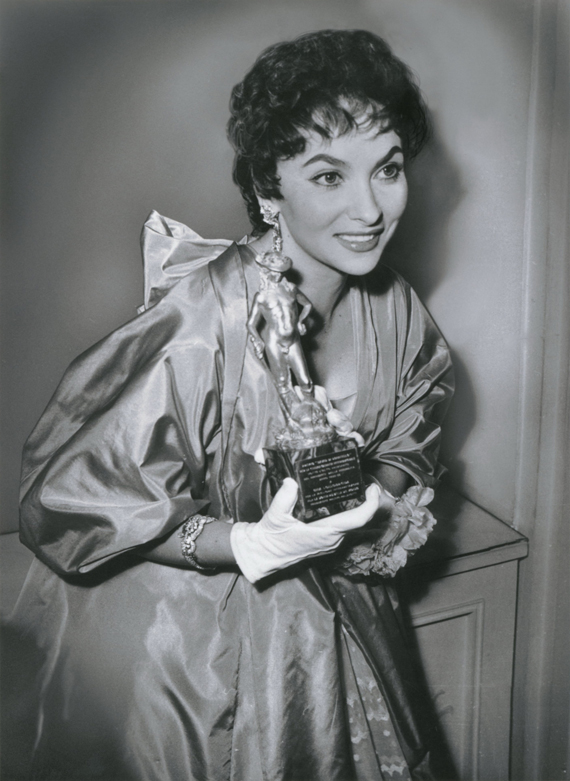
Gina Lollobrigida recevant le David di Donatello de la meilleure actrice principale en 1956.

Le David di Donatello de la meilleure actrice principale (David di Donatello per la migliore attrice protagonista) est une récompense décernée annuellement par l'Académie du cinéma italien, l'Ente David di Donatello, depuis la première édition en 1956.

## Palmarès

### Années 1950
- 1956 : Gina Lollobrigida pour La Belle des belles (La donna più bella del mondo)
- 1957 : non décerné
- 1958 : Anna Magnani pour Car sauvage est le vent (Selvaggio è il vento)
- 1959 : Anna Magnani pour L'Enfer dans la ville (Nella città l'inferno)

### Années 1960
- 1960 : non décerné
- 1961 : Sophia Loren pour La ciociara
- 1962 : non décerné
- 1963 : Silvana Mangano pour Le Procès de Vérone (Il processo di Verona) (ex æquo)
  - Gina Lollobrigida pour Vénus impériale (Venere imperiale) (ex æquo)
- 1964 : Sophia Loren pour Hier, aujourd'hui et demain (Ieri, oggi, domani)
- 1965 : Sophia Loren pour Mariage à l'italienne (Matrimonio all'italiana)
- 1966 : Giulietta Masina pour Juliette des esprits (Giulietta degli spiriti)
- 1967 : Silvana Mangano pour Les Sorcières (Le streghe)
- 1968 : Claudia Cardinale pour La Mafia fait la loi (Il giorno della civetta)
- 1969 : Gina Lollobrigida pour Buona sera Madame Campbell (Buonasera, signora Campbell) (ex æquo)
  - Monica Vitti pour La Fille au pistolet (La ragazza con la pistola) (ex æquo)

### Années 1970
- 1970 : Sophia Loren pour Les Fleurs du soleil (I girasoli)
- 1971 : Florinda Bolkan pour Adieu à Venise (Anonimo veneziano) (ex æquo)
  - Monica Vitti pour Nini Tirebouchon (Ninì Tirabusciò la donna che inventò la mossa) (ex æquo)
- 1972 : Claudia Cardinale  pour Bello, onesto, emigrato Australia sposerebbe compaesana illibata
- 1973 : Florinda Bolkan pour Cari genitori (ex æquo)
  - Silvana Mangano pour L'Argent de la vieille (Lo scopone scientifico) (ex æquo)
- 1974 : Sophia Loren pour Le Voyage (Il viaggio)
  - Monica Vitti pour Poussière d'étoiles (Polvere di stelle)
- 1975 : Mariangela Melato  pour La poliziotta
- 1976 : Monica Vitti  pour Le Canard à l'orange (L'anatra all'arancia)
- 1977 : Mariangela Melato  pour Caro Michele
- 1978 : Mariangela Melato  pour Qui a tué le chat ? (Il gatto) (ex æquo)
  - Sophia Loren  pour Une journée particulière (Una giornata particolare) (ex æquo)
- 1979 : Monica Vitti  pour Amori miei

### Années 1980
- 1980 : Virna Lisi  pour La Cigale (La cicala)
- 1981 : Mariangela Melato pour Aiutami a sognare (ex æquo)
  - Valeria D'Obici - Passion d'amour (Passione d'amore) (ex æquo)
  - Elena Fabrizi pour Bianco, rosso e Verdone
- 1982 : Eleonora Giorgi pour Borotalco
  - Ornella Muti pour Conte de la folie ordinaire (Storie di ordinaria follia)
  - Marina Suma pour Le occasioni di Rosa
- 1983 : Giuliana De Sio pour Io, Chiara e lo scuro
  - Giuliana De Sio pour Sciopèn
  - Mariangela Melato pour Il buon soldato
  - Hanna Schygulla pour L'Histoire de Piera (Storia di Piera)
- 1984 : Lina Sastri pour Mi manda Picone
  - Laura Morante pour Bianca
  - Monica Vitti pour Flirt
- 1985 : Lina Sastri pour Segreti segreti
  - Giuliana De Sio pour Casablanca, Casablanca
  - Lea Massari pour Segreti segreti
  - Julia Migenes pour Carmen
- 1986 : Ángela Molina pour Camorra (Un complicato intrigo di donne, vicoli e delitti)
  - Giulietta Masina pour Ginger et Fred (Ginger e Fred)
  - Liv Ullmann pour Pourvu que ce soit une fille (Speriamo che sia femmina)
- 1987 : Liv Ullmann pour Adieu Moscou (Mosca addio)
  - Valeria Golino pour Storia d'amore
  - Stefania Sandrelli pour La Famille (La famiglia)
- 1988 : Elena Safonova pour Les Yeux noirs (Oci ciornie)
  - Valeria Golino pour Les Lunettes d'or (Gli occhiali d'oro)
  - Ornella Muti pour Io e mia sorella
- 1989 : Stefania Sandrelli pour Mignon è partita
  - Ornella Muti pour Codice privato
  - Marina Vlady pour Splendor

### Années 1990
- 1990 : Elena Sofia Ricci pour Ne parliamo lunedì
  - Virna Lisi pour Joyeux Noël, bonne année (Buon Natale… buon anno)
  - Stefania Sandrelli pour Evelina e i suoi figli
  - Lina Sastri pour Légers quiproquos (Piccoli equivoci)
  - Anna Bonaiuto pour Donna d'ombra
- 1991 : Margherita Buy pour Le Chef de gare (La stazione)
  - Nancy Brilli pour Italia-Germania 4-3
  - Margherita Buy pour La Semaine du Sphinx (La settimana della Sfinge)
  - Ingrid Thulin pour La Maison du sourire (La casa del sorriso)
  - Angela Finocchiaro pour L'Amour avec des gants (Volere volare)
- 1992 : Giuliana De Sio pour Cattiva
  - Margherita Buy pour Maledetto il giorno che t'ho incontrato
  - Francesca Neri pour Pensavo fosse amore... invece era un calesse
- 1993 : Antonella Ponziani pour Verso sud
  - Margherita Buy pour Cominciò tutto per caso
  - Carla Gravina pour Le Long Silence (Il lungo silenzio)
- 1994 : Asia Argento pour Perdiamoci di vista
  - Chiara Caselli pour Sans pouvoir le dire (Dove siete? Io sono qui)
  - Barbara De Rossi pour Maniaci sentimentali
- 1995 : Anna Bonaiuto pour L'Amour meurtri (L'amore molesto)
  - Sabrina Ferilli pour La bella vita
  - Anna Galiena pour Senza pelle
- 1996 : Valeria Bruni Tedeschi pour La seconda volta
  - Lina Sastri pour Remake, Rome ville ouverte (Celluloide)
  - Laura Morante pour Ferie d'agosto
  - Virna Lisi pour Va où ton cœur te porte (Va' dove ti porta il cuore)
- 1997 : Asia Argento pour Compagne de voyage (Compagna di viaggio)
  - Margherita Buy pour Testimone a rischio
  - Iaia Forte pour Luna e l'altra
  - Claudia Gerini pour Sono pazzo di Iris Blond
  - Monica Guerritore pour La lupa
- 1998 : Valeria Bruni Tedeschi pour Mots d'amour (La parola amore esiste)
  - Anna Bonaiuto pour Teatro di guerra (Théâtre de guerre)
  - Valeria Golino pour Les Acrobates (Le acrobate)
- 1999 : Margherita Buy pour Fuori dal mondo
  - Francesca Neri pour Matrimoni
  - Giovanna Mezzogiorno pour Del perduto amore

### Années 2000
- 2000 : Licia Maglietta pour Pain, tulipes et comédie (Pane e tulipani)
  - Lorenza Indovina pour Un amore
  - Francesca Neri pour Il dolce rumore della vita
  - Francesca Neri pour Io amo Andrea
  - Isabella Rossellini pour Il cielo cade
- 2001 : Laura Morante pour La Chambre du fils (La stanza del figlio)
  - Margherita Buy pour Tableau de famille (Le fate ignoranti)
  - Giovanna Mezzogiorno pour Juste un baiser (L'ultimo bacio)
- 2002 : Marina Confalone pour Incantesimo napoletano
  - Sandra Ceccarelli pour Luce dei miei occhi
  - Licia Maglietta pour Luna rossa
- 2003 : Giovanna Mezzogiorno - La Fenêtre d'en face (La finestra di fronte)
  - Donatella Finocchiaro pour Angela
  - Valeria Golino pour Respiro
  - Laura Morante pour Souviens-toi de moi (Ricordati di me)
  - Stefania Rocca pour Casomai
- 2004 : Penélope Cruz pour À corps perdus (Non ti muovere)
  - Michela Cescon pour Primo amore
  - Licia Maglietta pour Agata e la tempesta
  - Violante Placido pour Che ne sarà di noi
  - Maya Sansa pour Buongiorno, notte
- 2005 : Barbora Bobulova pour Cuore sacro
  - Sandra Ceccarelli pour La vita che vorrei
  - Valentina Cervi pour Provincia meccanica
  - Maria De Medeiros pour Il resto di niente
  - Maya Sansa pour Une romance italienne (L'amore ritrovato)
- 2006 : Valeria Golino pour La guerra di Mario
  - Margherita Buy pour Le Caïman (Il caimano)
  - Cristiana Capotondi pour Notte prima degli esami
  - Giovanna Mezzogiorno pour La Bête dans le cœur (La bestia nel cuore)
  - Ana Caterina Morariu pour Il mio miglior nemico
- 2007 : Kseniya Rappoport pour L'Inconnue (La sconosciuta)
  - Donatella Finocchiaro pour Le Metteur en scène de mariages (Il regista di matrimoni)
  - Margherita Buy pour Saturno contro
  - Giovanna Mezzogiorno pour Lezioni di volo
  - Laura Morante pour Liscio
- 2008 : Margherita Buy pour Giorni e nuvole
  - Anna Bonaiuto pour La Fille du lac (La ragazza del lago)
  - Antonia Liskova pour Riparo - Anis tra di noi
  - Valentina Lodovini pour La giusta distanza
  - Valeria Solarino pour Signorina Effe
- 2009 : Alba Rohrwacher pour Il papà di Giovanna
  - Claudia Gerini pour Diverso da chi?
  - Ilaria Occhini pour Mar nero
  - Valeria Golino pour Giulia non esce la sera
  - Donatella Finocchiaro pour Galantuomini

### Années 2010
- 2010 : Micaela Ramazzotti pour La prima cosa bella
  - Greta Zuccheri Montanari pour L'Homme qui viendra (L'uomo che verra)
  - Stefania Sandrelli pour La prima cosa bella
  - Margherita Buy pour Lo spazio bianco
  - Giovanna Mezzogiorno pour Vincere
- 2011 : Paola Cortellesi pour Nessuno mi può giudicare
  - Sarah Felberbaum pour Il gioiellino
  - Angela Finocchiaro pour Benvenuti al Sud
  - Alba Rohrwacher pour La Solitude des nombres premiers (La solitudine dei numeri primi)
  - Isabella Ragonese pour La nostra vita
- 2012 : Zhao Tao pour La Petite Venise (Io sono Li)
  - Donatella Finocchiaro pour Terraferma
  - Claudia Gerini pour Il mio domani
  - Micaela Ramazzotti pour Posti in piedi in paradiso
  - Valeria Golino pour La kryptonite nella borsa
- 2013 : Margherita Buy pour Je voyage seule (Viaggio sola)
  - Valeria Bruni Tedeschi pour Viva la libertà
  - Tea Falco pour Moi et toi
  - Jasmine Trinca pour Un giorno devi andare
  - Thony (it) pour Chaque jour que Dieu fait
- 2014 : Valeria Bruni Tedeschi pour Les Opportunistes (Il capitale umano)
  - Paola Cortellesi pour Sotto una buona stella
  - Sabrina Ferilli pour La grande bellezza
  - Kasia Smutniak pour Allacciate le cinture
  - Jasmine Trinca pour Miele
- 2015 : Margherita Buy pour Mia madre
  - Alba Rohrwacher pour Hungry Hearts
  - Virna Lisi pour Latin Lover
  - Jasmine Trinca pour Nessuno si salva da solo
  - Paola Cortellesi pour Scusate se esisto!
- 2016 : Ilenia Pastorelli pour On l'appelle Jeeg Robot (Lo chiamavano Jeeg Robot)
  - Paola Cortellesi pour Gli ultimi saranno ultimi
  - Sabrina Ferilli pour Io e lei
  - Juliette Binoche pour L'Attente (L'attesa)
  - Valeria Golino pour Per amor vostro
  - Anna Foglietta pour Perfetti sconosciuti
  - Àstrid Bergès-Frisbey pour Alaska
- 2017 : Valeria Bruni Tedeschi pour Folles de joie (La pazza gioia)
  - Daphne Scoccia pour Fiore
  - Angela et Marianna Fontana pour Indivisibili
  - Micaela Ramazzotti pour Folles de joie (La pazza gioia)
  - Matilda De Angelis pour Veloce come il vento
- 2018 : Jasmine Trinca pour Fortunata
  - Paola Cortellesi pour Come un gatto in tangenziale
  - Valeria Golino pour Il colore nascosto delle cose
  - Giovanna Mezzogiorno pour Napoli velata
  - Isabella Ragonese pour Sole cuore amore
- 2019 : Elena Sofia Ricci pour Silvio et les Autres (Loro)
  - Anna Foglietta pour Un giorno all'improvviso
  - Marianna Fontana pour Capri-Revolution
  - Alba Rohrwacher pour Lucia's Grace
  - Pina Turco pour Il vizio della speranza

### Années 2020
- 2020 : Jasmine Trinca pour Pour toujours (La dea fortuna)
  - Valeria Bruni Tedeschi pour Les Estivants (I villeggianti)
  - Isabella Ragonese pour Mio fratello rincorre i dinosauri
  - Linda Caridi pour Ricordi?
  - Lunetta Savino pour Rosa
  - Valeria Golino pour Tutto il mio folle amore
- 2021 : Sophia Loren pour La Vie devant soi (La vita davanti a sé)
  - Vittoria Puccini pour 18 cadeaux (18 Regali)
  - Paola Cortellesi pour Figli
  - Micaela Ramazzotti pour Nos plus belles années (Gli anni più belli)
  - Alba Rohrwacher pour Lacci
- 2022 : Swamy Rotolo pour A Chiara
  - Miriam Leone pour Diabolik
  - Aurora Giovinazzo pour Freaks Out
  - Rosa Palasciano pour Giulia
  - Maria Nazionale pour Qui rido io
- 2023 : Barbara Ronchi pour Settembre
  - Margherita Buy pour Esterno notte
  - Penélope Cruz pour L'immensità
  - Claudia Pandolfi pour Siccità
  - Benedetta Porcaroli pour Amanda

- 2024 : Paola Cortellesi pour son rôle dans Il reste encore demain (C'è ancora domani)
  - Linda Caridi pour son rôle dans Dernière Nuit à Milan (L'ultima notte di Amore)
  - Isabella Ragonese pour son rôle dans Come pecore in mezzo ai lupi
  - Micaela Ramazzotti pour son rôle dans Felicità
  - Barbara Ronchi pour son rôle dans L'Enlèvement (Rapito)

- 2025 : Tecla Insolia (it) pour L'arte della gioia (it)
  - Barbara Ronchi pour Familia
  - Romana Maggiora Vergano pour Prima la vita (Il tempo che ci vuole)
  - Celeste Dalla Porta pour Parthenope
  - Martina Scrinzi (it) pour Vermiglio ou La Mariée des montagnes (Vermiglio)

## Actrices récompensées à plusieurs reprises
7 récompenses
- Sophia Loren (1961, 1964, 1965, 1970, 1974, 1978, 2021)

5 récompenses
- Margherita Buy (1991, 1999, 2008, 2013,  2015)
- Monica Vitti (1969, 1971, 1974, 1976, 1979)

4 récompenses
- Valeria Bruni Tedeschi (1996, 1998, 2014, 2017)
- Mariangela Melato (1975, 1977, 1978, 1981)

3 récompenses
- Gina Lollobrigida (1956, 1963, 1969)
- Silvana Mangano (1963, 1967, 1973)

2 récompenses
- Anna Magnani (1958, 1959)
- Asia Argento (1994, 1997)
- Claudia Cardinale (1968, 1972)
- Florinda Bolkan (1971, 1973)
- Giuliana De Sio (1983, 1992)
- Lina Sastri (1984, 1985)
- Jasmine Trinca (2018, 2020)
- Paola Cortellesi (2011, 2024)